# إزار (إقليم فرنسي)

موقع اقليم إزار.

إزار (بالفرنسية: Isère) هو إقليم فرنسي، يقع في منطقة أفرنية رون ألب شرق فرنسا، وبه 512 بلدية، سمي الإقليم باسم إزار نسبة لنهر إزار الذي يمر في الإقليم.

## تاريخ الإقليم
إقليم إزار هو واحد من الأقاليم الـ 83 التي تتكون منها جمهورية فرنسا، والتي أنشئت خلال الثورة الفرنسية يوم 4 مارس 1790، أنشأ من خلال جزء من منطقة دوفين السابقة، خفضت مساحة الإقليم مرتين، في عام 1852، ومرة أخرى في عام 1967.
وكان اسم إزار اسم للسفينة الفرنسية التي سلمت 214 صندوق من تمثال الحرية.

## جغرافية الإقليم
إقليم إزار هو جزء من منطقة رون-الألب وتحيط بها الأقاليم التالية: رون (بالفرنسية: Rhône)، اين (بالفرنسية: Ain)، سافوا (بالفرنسية: Savoie)، هاوتس الألب (بالفرنسية:Hautes-Alpes)، دروم (بالفرنسية: Drôme)، الأرديش (بالفرنسية: Ardèche)، ولوار(بالفرنسية: Loire).
يشمل إقليم إزار جزء من جبال الألب الفرنسية، وأعلى نقطة في الإقليم من سلسلة جبال الألب هي «بيك لوري» حيث يبلغ طولها حوالي 4088 متر، تليها قمة ميج إذ يبلغ طولها 3988 متر.

## السياحة في الإقليم
يحتوي إقليم إزار على العديد من منتجعات التزلج على الجليد، بما في ذلك منتجع آلب دو أويز، ليدوزآلب. في عام 1968 أقيم في الإقليم دورة الألعاب الأولمبية الشتوية في المنتجعات الرئيسية التالية: شامروس، فيلارد دولان، أوترانس. وشملت الدورة منتجعات أخرى تشمل: ليه 7 لوكس، لي كوليت دي آليفارد، ميورد، سان بيار دي شاريتوس، الب دو غراند سير، غريس أون فيرغوس.

## الكثافة السكانية في الإقليم
يبلغ عدد سكان الإقليم وفق تعداد 1999 حوالي 1.094.006، يسكنون في مساحة تقدر 7.431 كلم2، وأما لالكثافة السكانية للإقليم فهي 147 نسمة لكل كلم2.
تعداد أكبر المدن في إقليم إزار وفق إحصاء 1999 :
- غرونوبل وضواحيها : 572651 نسمة.
- اشيرول وضواحيها : 35500 نسمة.
- سان مارتان ديريس : 24.800 نسمة.
- بورغوان-جاليو : 25000 نسمة.
- فيين وضواحيها : 29960 نسمة.
- فونتين وضواحيها : 22000 نسمة.
- فوارون وضواحيها : 20000 نسمة.
- فيلفونتين وضواحيها : 18000 نسمة.

## السياسة

### سياسة الأقسام
رئيس مجلس المقاطعة هو جان بيير باربييه من الجمهوريين (LR) منذ عام 2015.
بعد انتخابات المقاطعات لعام 2021، تم تشكيل مجلس مقاطعة إزار (58 مقعدًا) على النحو التالي:
| المجموعة | المجموعة                                | المقاعد |
| -------- | --------------------------------------- | ------- |
| •        | الجمهوريون والحلفاء                     | 26      |
|          | الحزب الإشتراكي والحلفاء                | 13      |
| •        | اتحاد الديموقراطيين والمستقلين والحلفاء | 5       |
|          | الحزب الشيوعي الفرنسي وحلفاؤه           | 5       |
|          | أوروبا إيكولوجيا - الخضر and allies     | 4       |
| •        | مستقل                                   | 3       |
| •        | الجمهورية إلى الأمام!                   | 2       |

## معرض صور

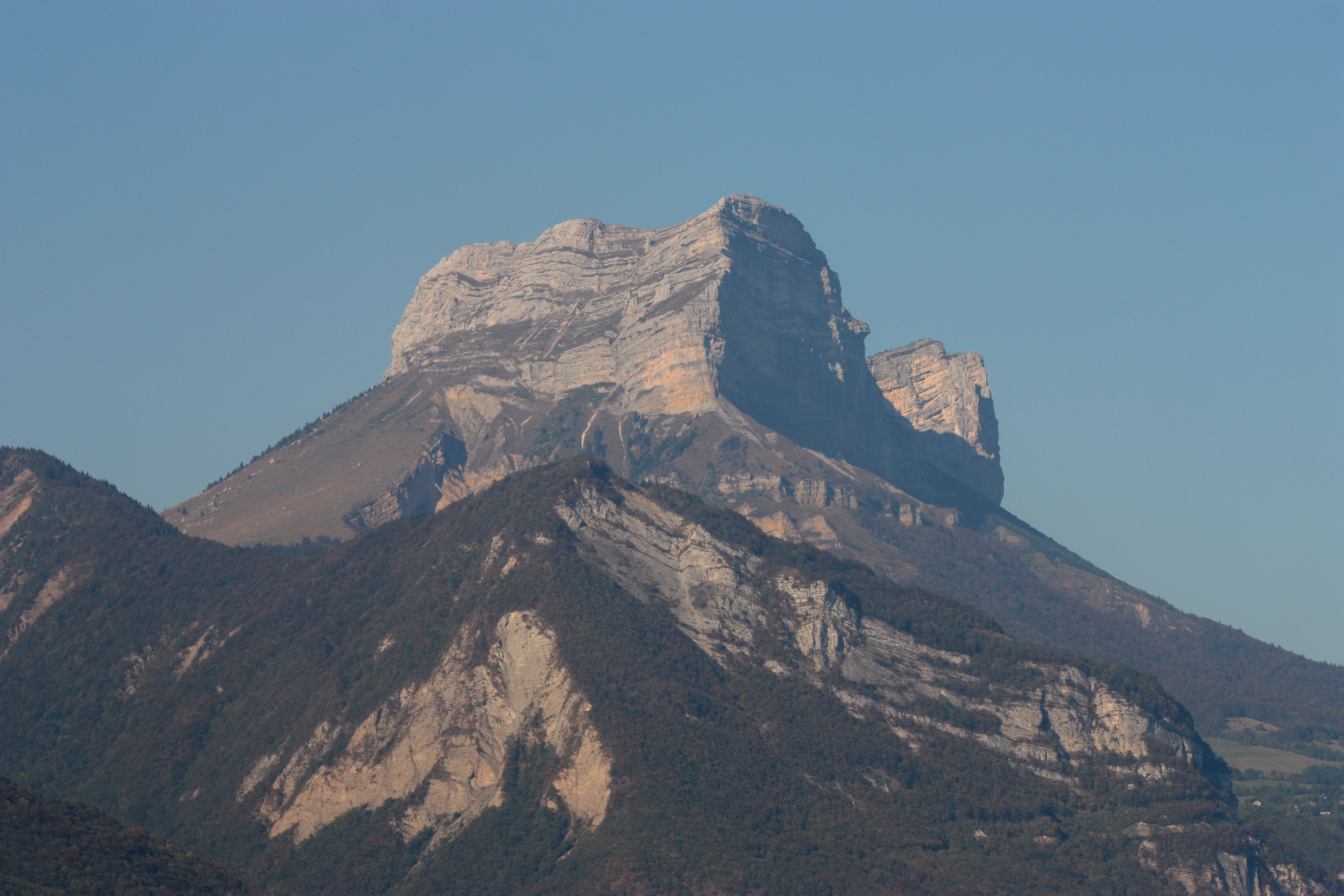
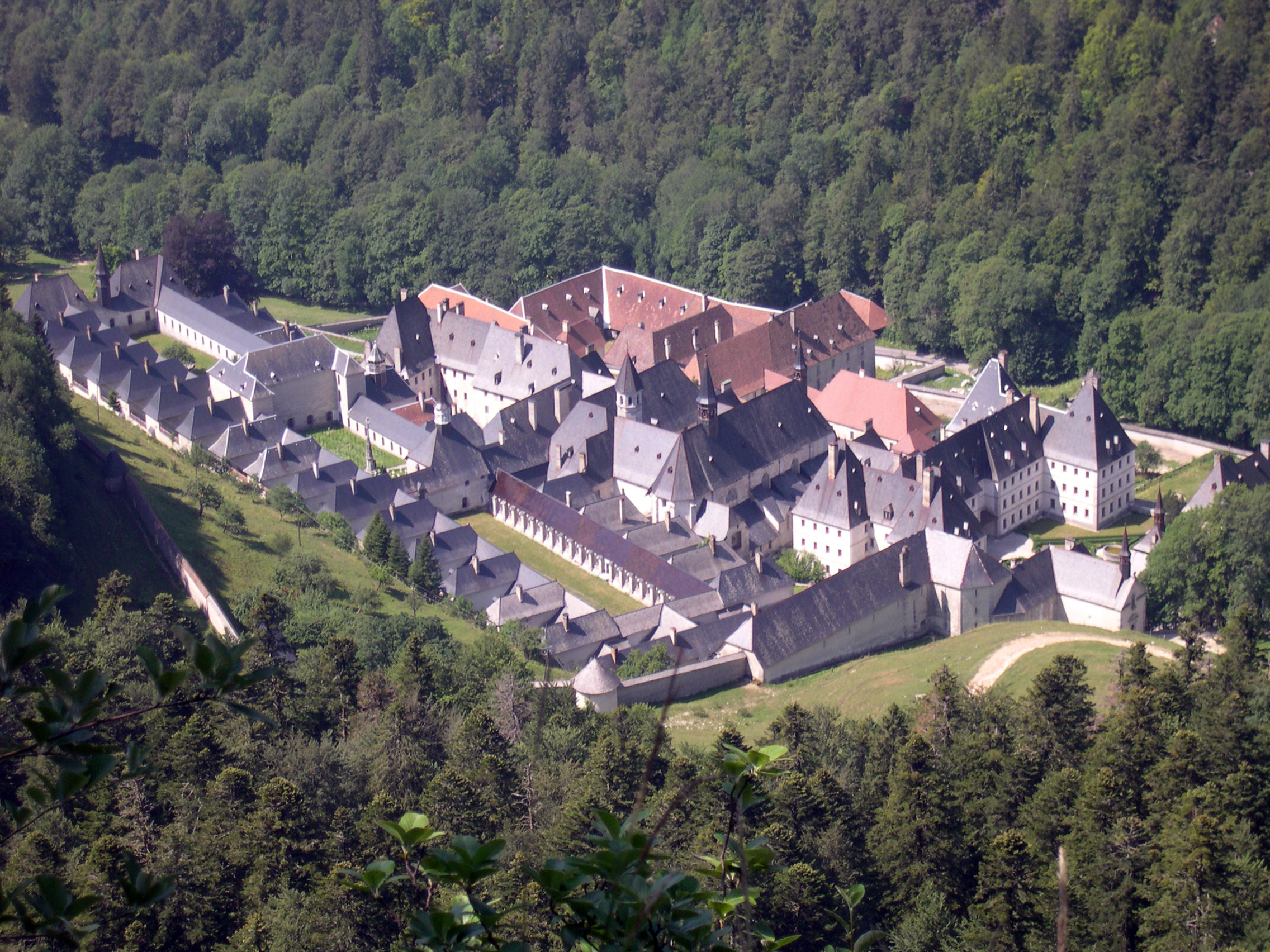
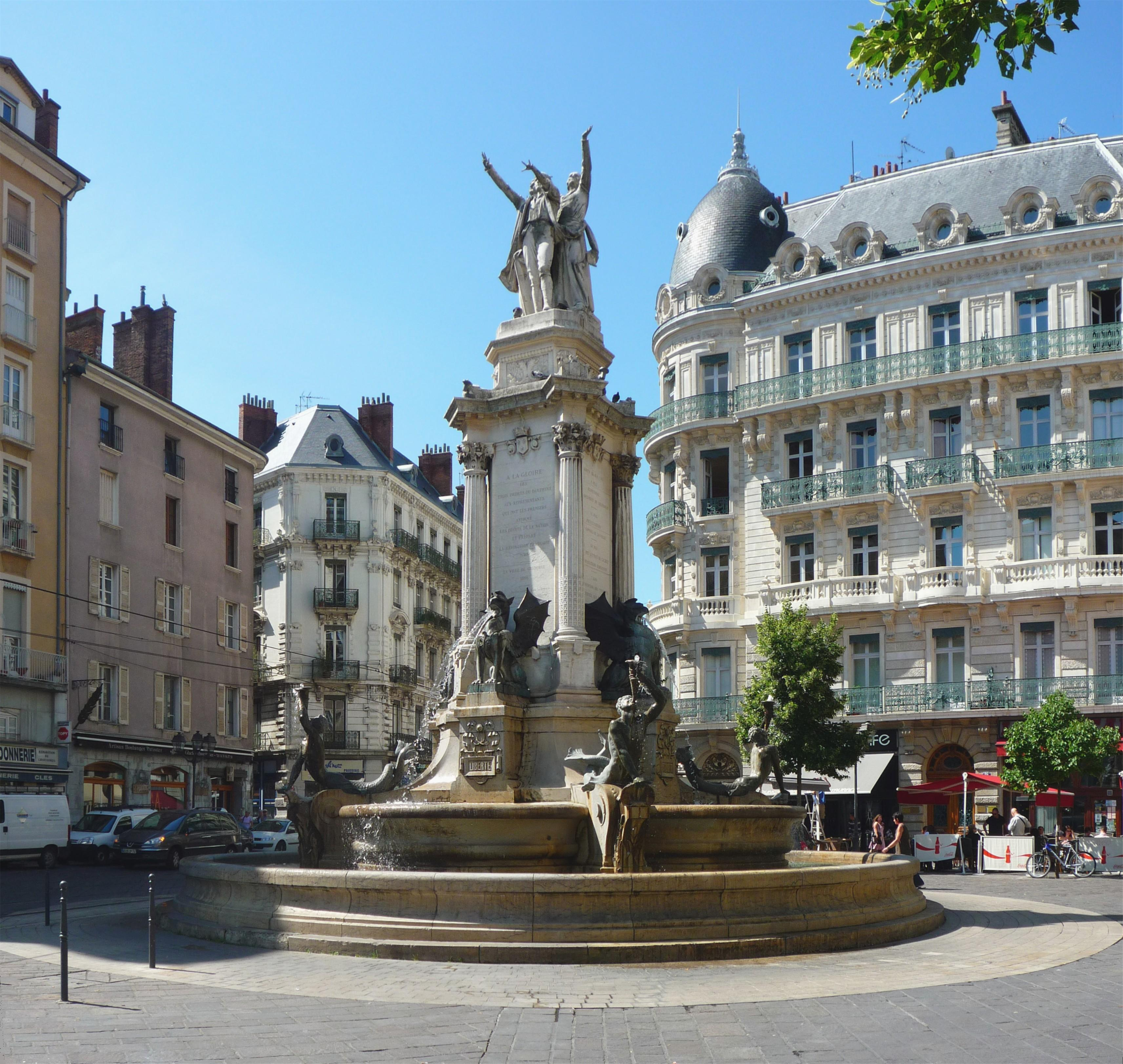
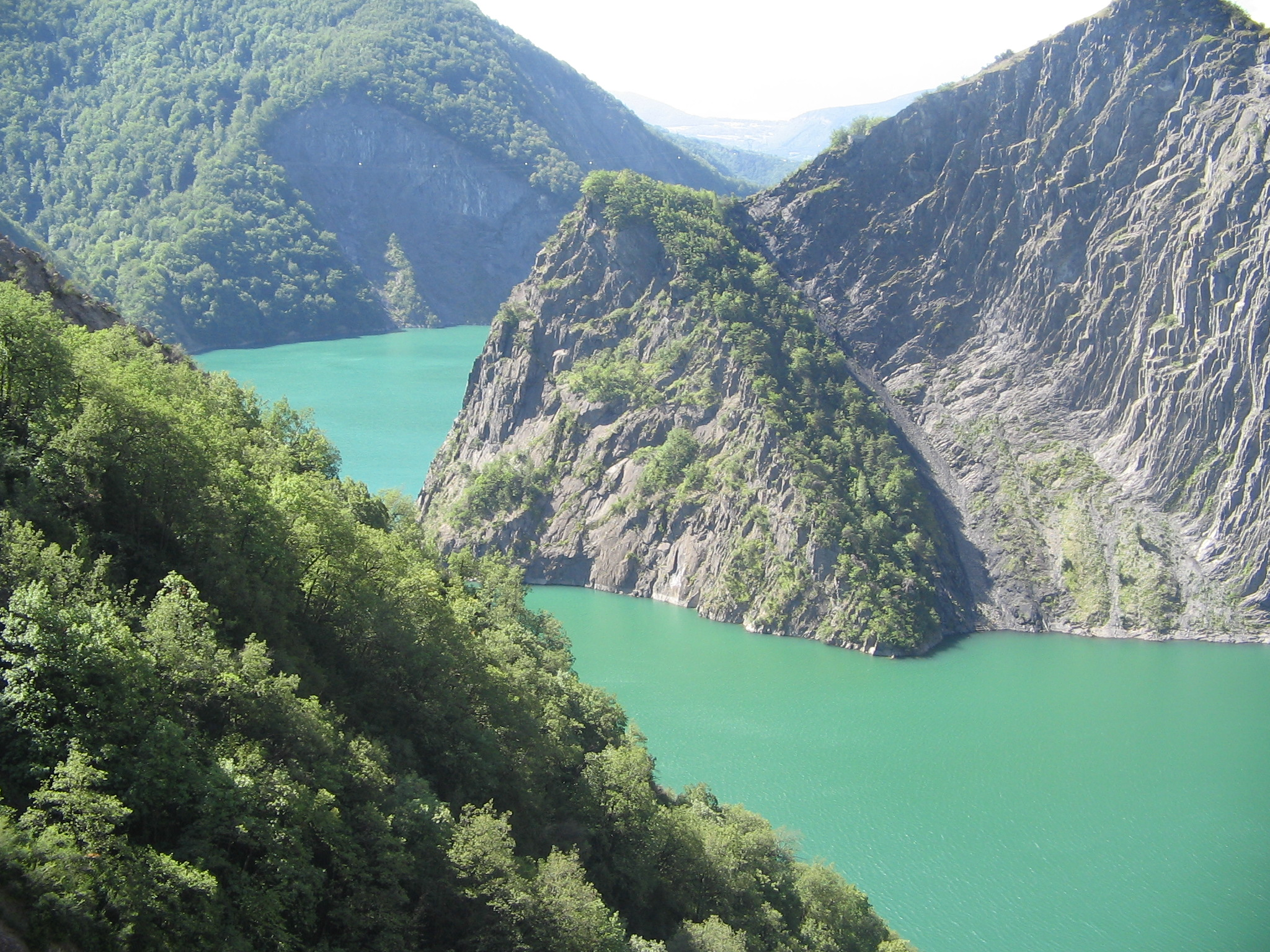
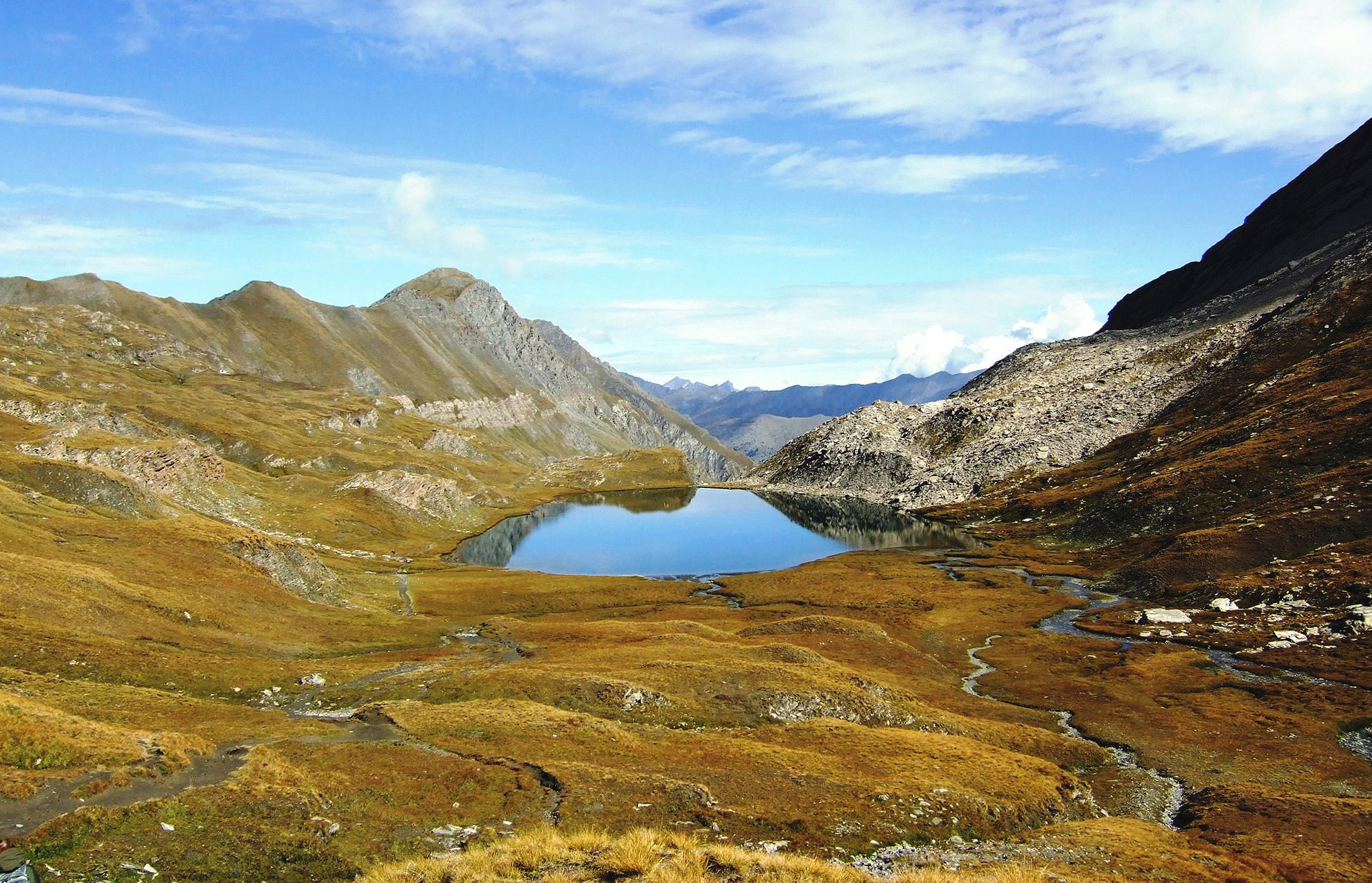
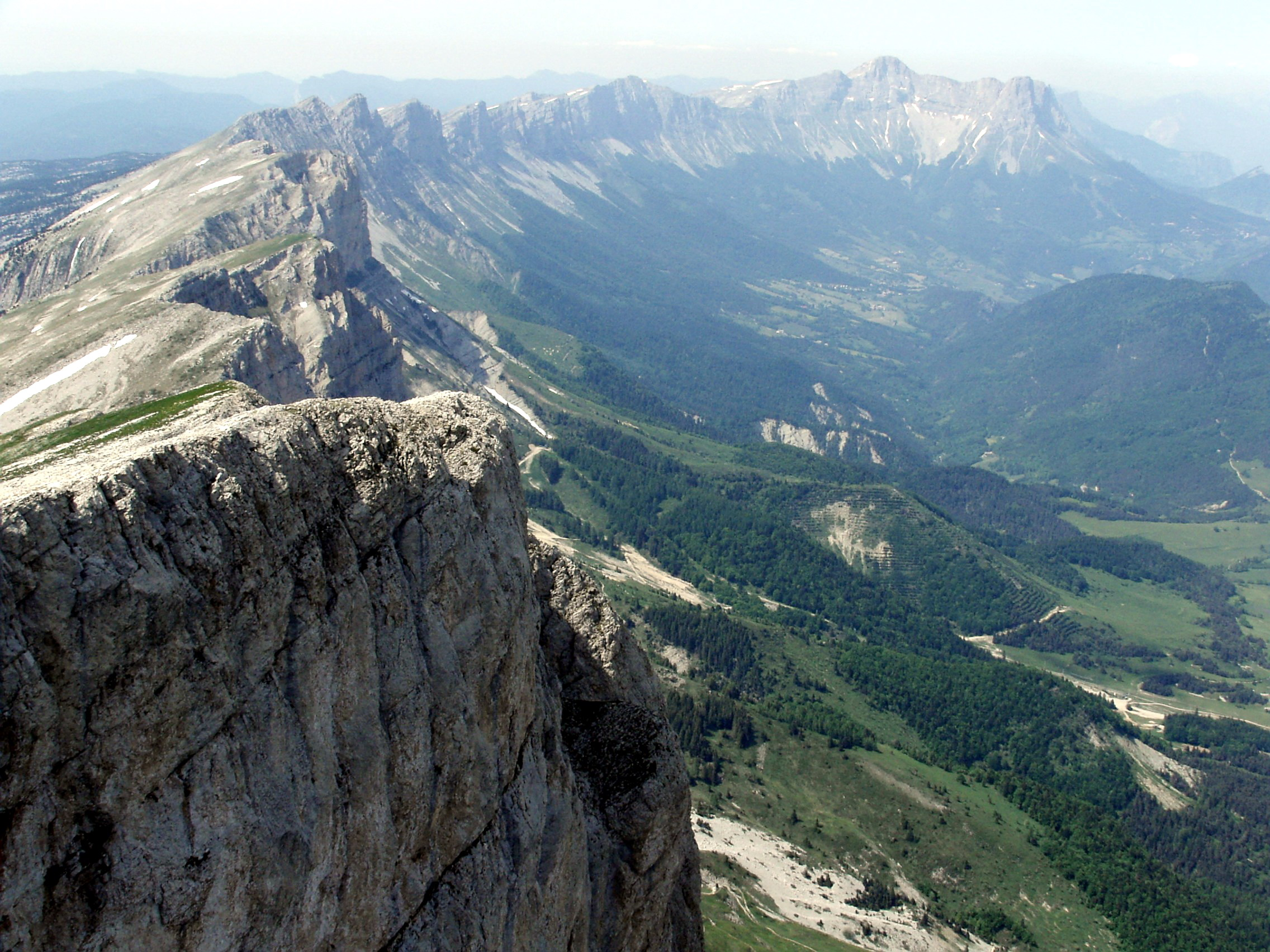